# Mirador del Roc del Quer
El mirador del Roc del Quer és una passarel·la metàl·lica de 20 metres de llargada, dotze dels quals es troben suspesos en l'aire a 500 metres d'alçària, que es troba a la parròquia de Canillo, a Andorra. Va ser inaugurada en el mes de juliol de 2016.
El mirador es troba al punt quilomètric 6,5 de la carretera del coll d'Ordino (CS240). La plataforma de 20 metres de llargada compta amb vuit metres assentats en terra ferma i dotze metres que s'endinsen i queda suspesa en l'aire. Part del paviment és de vidre transparent, remarcant la sensació d'altitud i suspensió. A l'extrem es troba l'escultura d'un pensador assegut sobre una biga, obra de l'artista Miguel Ángel González. Des de la plataforma es pot gaudir d'una vista panoràmica les valls de Montaup i del Valira d'Orient, des de Soldeu fins Encamp. El comú de Canillo va invertir uns 400.000 euros en la construcció d'aquesta plataforma panoràmica, englobat en un projecte de remodelació que va condicionar també tot el camí que porta des de la carretera fins al mirador.
El projecte és de l'equip d'arquitectes i enginyers d'Enginesa.
L'any 2018, el llibre de l'enginyer Raimon Díaz Mariño, El mirador del Roc de Quer. Sobrepassar els límits. Desafiar la gravetat, va merèixer el premi Sant Miquel d'Engolasters d'assaig literari en la XL Nit Literària Andorrana.